# گمینا زاکروچیم
گمینا زاکروچیم (به لهستانی:  Gmina Zakroczym) یک گمینا در لهستان است که در شهرستان نوو دوور مازوویتسکی واقع شده‌است. گمینا زاکروچیم ۷۱٫۴۲ کیلومتر مربع مساحت و ۶٬۲۷۷ نفر جمعیت دارد.

## خواهرخوانده
شهر مونته‌جیوردانو خواهرخواندهٔ گمینا زاکروچیم هست.